# Чэнь Цзяньго
Чэнь Цзяньго́ (кит. упр. 陈建国, пиньинь Chén Jiànguó, род. в июле 1945, пров. Шаньдун) - китайский политик, глава парткома КПК Нинся-Хуэйского автономного района (2002-2010), член ЦК КПК (2002-2007, кандидат с 1997 года).
Член КПК с апреля 1966 года, член ЦК КПК 16-17 созывов (кандидат 15 созыва).

## Биография
По национальности хань.
В 1962—1969 гг. служил в НОАК.
Затем работал в Яньтай пров. Шаньдун - в 1969-76 годах рабочий сталеплавильной фабрики, затем на различных должностях. В 1980—1982 гг. обучался на курсах экономического факультета Шаньдунского университета. В Янтай возглавлял партком Чжифу, был в 1984—1987 гг. вице-мэром Яньтай. В 1987—1989 гг. замглавы горкома КПК Вэйхай, после вновь в Яньтай - главой горкома КПК. В 1992-1993 годах глава политико-юридического комитета пров. Шаньдун. В 1993-1998 годах вице-губернатор и в 1994-2002 годах замглавы парткома пров. Шаньдун.
В 2002-2010 годах глава парткома и в 2008-2010 годах пред. ПК СНП Нинся-Хуэйского автономного района.
Оставил должность главы парткома АР в связи с достижением возрастных ограничений. Сменил его в ней Чжан И.
В 2010-2013 годах зампред одного из комитетов ВСНП.
С 2013 г. председатель Комиссии ВСНП по делам сельского хозяйства и работы на селе (National People's Congress Agriculture and Rural Affairs Committee).